# Hyundai Dynasty

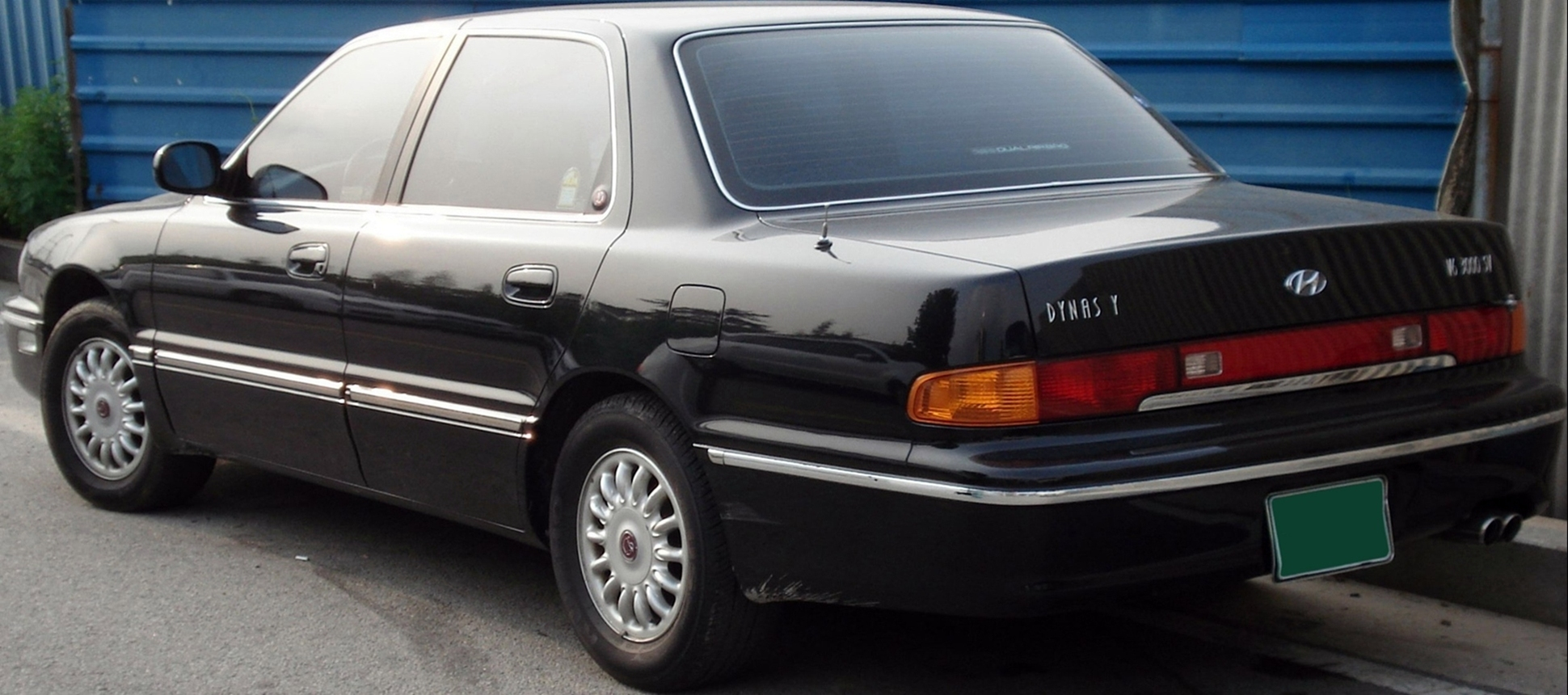
Hyundai Dynasty

La Hyundai Dynasty est une routière produite par Hyundai Motor de 1996 à 2005.
En 2008, elle est remplacée par la Hyundai Genesis.